# 北青柳村
北青柳村（きたあおやぎむら）は、滋賀県犬上郡にあった村。現在の彦根市中心部の西方、芹川の河口域にあたる。

## 地理
- 湖沼：琵琶湖
- 河川：芹川、平田川

## 歴史
- 1889年（明治22年）4月1日 - 町村制の施行により、中藪村・長曽根村・松原村の区域をもって発足。発足当初は村域が彦根町を挟んで二分されていた。
- 1891年（明治24年）5月6日 - 大字松原が分立して松原村が発足。
- 1937年（昭和12年）2月11日 - 彦根町・松原村・青波村・福満村・千本村と合併して彦根市が発足。同日北青柳村廃止。